# قائمة شواطئ الإسكندرية
هذه قائمة بأسماء شواطئ محافظة الأسكندرية في مصر .
| - المعدية - الطرح - كلية الدفاع الجوي - أبو قير - تسن - الطابية - الكلية البحرية - البحر الميت - المعمورة – رئاسة الجمهورية - المعمورة – العام - المعمورة – بارادايس - المنتزة - باراديس - المنتزة – فينيسيا - المنتزة – سميراميس - المنتزة – فندق فلسطين - المنتزة – كليوباترا - المنتزة – عايدة - المنتزة – فندق هيلتون - المندرة - العصافرة - سيدي بشر 3 - سيدي بشر 2 - عجيبة - سيدي بشر 1 - ميامي - نادي السيارات - الزهرة - بير مسعود - أبو هيف - السراي - لوران (ليس شاطئاً) - سان استيفانو - مظلوم باشا - جليم - سابا باشا - نادي القضاة (ليس شاطئاً) - نادي المهندسين - نادي الأطباء - ستانلي - رشدي - نادي المعلمين - نادي القوات المسلحة - مصطفى كامل - سيدي جابر - كليوباترا - نفرتيتي - سبورتينج - الإبراهيمية - المعسكر (كامب شيزار) - الشاطبي (الجديد) - السلسلة - الأزاريطة - الميناء الشرقية (ليست شاطئا) - القويري - أبو العباس - الأنفوشي – العام - رأس التين - الميناء الغربية (ليست شاطئا) - القباري - المفروزة - الورديان | - المكس – - المكس – سي جاردن (الأمن المركزي) - الدخيلة - ميناء الدخيلة (ليست شاطئا) - العجمي – البيطاش – نادي القوات المسلحة - العجمي – البيطاش –كوول - العجمي – البيطاش – بليس - العجمي – البيطاش – ميامي شهر العسل (انضم إلى: العجمي – البيطاش – بليس) - العجمي – البيطاش – نيرفانا - العجمي - البيطاش - أوكسجين - العجمي – البيطاش – شهر العسل - العجمي – البيطاش – درويش - العجمي – البيطاش – الغرام - العجمي – البيطاش – بيانكي – مجمع الشركات - العجمي – البيطاش – بيانكي – الفردوس (1) - العجمي – البيطاش – بيانكي – الفردوس (2) - العجمي – البيطاش – بيانكي – الفردوس (3) - العجمي – البيطاش – بيانكي – الفردوس (4) - العجمي – البيطاش – بيانكي – هدير - العجمي – البيطاش – بيانكي – بيانكي 2800 (لابلاج) (كاريبيانو سابقا) - العجمي – البيطاش – بيانكي – العام - العجمي – البيطاش – بيانكي – زهراء بيانكي - العجمي – البيطاش – بيانكي – بارادايس - العجمي - البيطاش - بيانكي - بيانكي 480 - العجمي - البيطاش - بيانكي - قرية بيانكي - العجمي - البيطاش - بيانكي - بيانكي الشاطئ - العجمي – الهانوفيل – نادي الشرطة - العجمي – الهانوفيل – العام - العجمي - الهانوفيل - نادي الجمارك - العجمي – الهانوفيل – الكناري - العجمي – الهانوفيل – الشروق - العجمي – الهانوفيل – حاضر - العجمي - الهانوفيل – جاردينيا - العجمي - الهانوفيل – داود - العجمي – الهانوفيل – الياسمين - العجمي – الهانوفيل – قرية ناصر السياحية - العجمي – الهانوفيل – الصفا - العجمي – الهانوفيل – الأحلام - العجمي – الهانوفيل – الزهراء - العجمي – الهانوفيل – شهرزاد - العجمي – الهانوفيل – وادي النخيل - العجمي – أبو يوسف - العجمي - الروضة الخضراء - العجمي – الزهور - العجمي – السلام - العجمي – الهدير - العجمي – شاطئ النخيل - العجمي - الكيلو 21 – العام (1) - العجمي - الكيلو 21 - قرية فاميلي بيتش - العجمي - الكيلو 21 - قشطة - العجمي - الكيلو 21 - العام (2) - العجمي – أبوتلات – الصفا - العجمي – أبوتلات – النسيم - العجمي – أبو تلات – الذهبي - العجمي – أبو تلات – الفضي - المهندسين العسكرية - سوميد - قرية الطيران (القوات الجوية) - قرية فخر البحار (القوات البحرية) - قرية كرير - لؤلؤة كرير - الدبلوماسيين (الأولى) |

أما ما بعد «الدبلوماسيين» فتعتبر من ضواحي المحافظة .